# Schloss Piekary

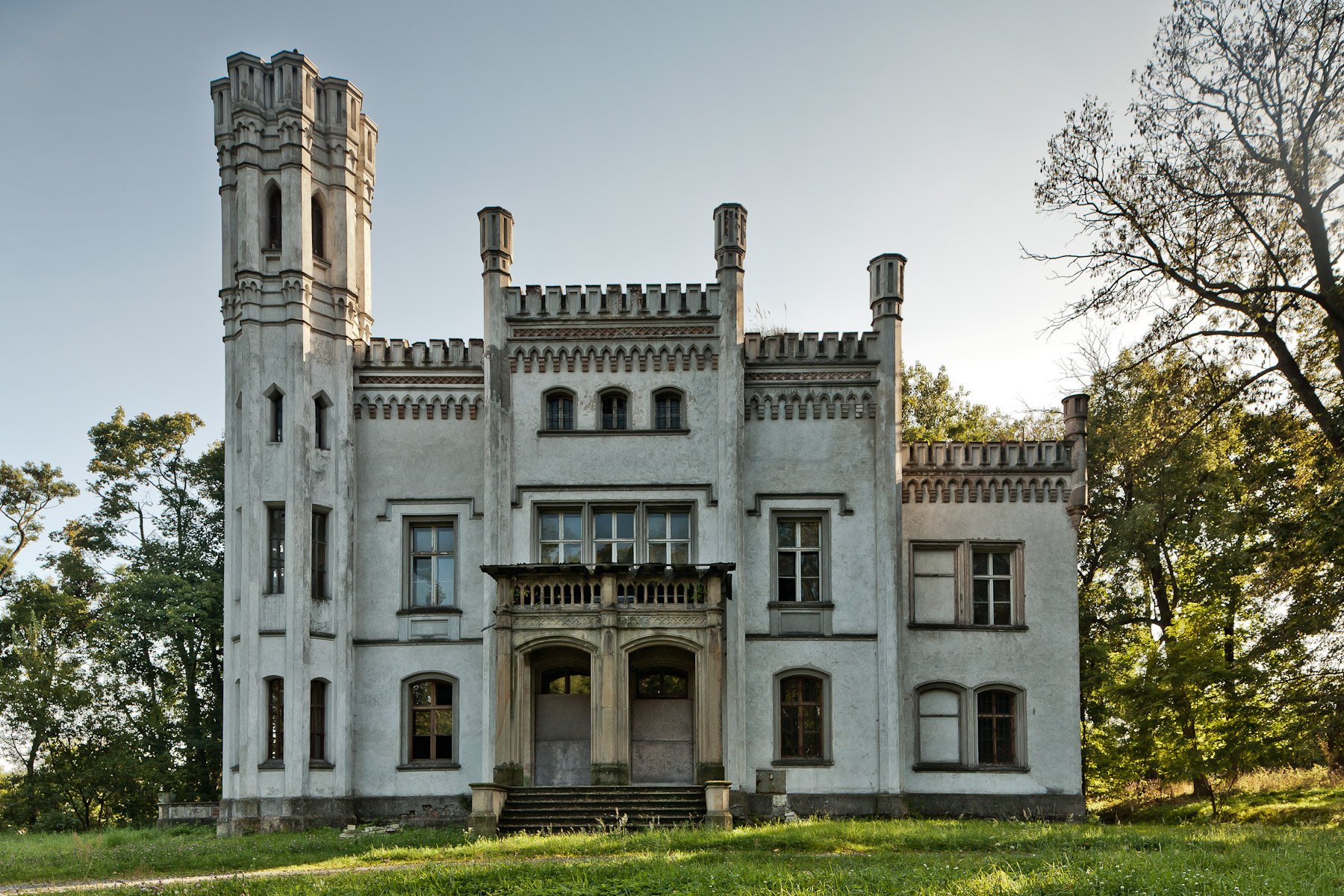
Gartenansicht

Das Schloss Piekary (polnisch: Pałac w Piekarach) ist ein Schloss in Piekary unweit von Krakau in dem Gebirgszug des Krakau-Tschenstochauer Juras am gegenüberliegende Weichselufer von der Abtei Tyniec. Es wurde von dem Juristen und Politiker Alfred Milieski errichtet.

## Geschichte
Anstelle des Palais befand sich ursprünglich ein Gutshof der Żeleński. Alfred Milieski gab 1857 den Bau des neugotischen Palais beim Krakauer Architekten Filip Pokutyński in Auftrag. Nach seiner Fertigstellung blieb er bis 1934 im Besitz der Familie. Von den Mileski erwarben die Braun den Palast. Während des Zweiten Weltkriegs wurde er von der deutschen Besatzungsmacht genutzt. In der Volksrepublik Polen wurde das Schloss verstaatlicht und blieb bis 1995 im Eigentum des Fiskus, als es verkauft wurde. Die Erben der Brauns haben den Verkauf angefochten und verlangen dessen Rückgabe. Der Rechtsstreit um das Schloss ist noch nicht abgeschlossen.